# Distretto di Nikhom Nam Un
Il distretto di Nikhom Nam Un (in thailandese: นิคมน้ำอูน) è un distretto (amphoe) della Thailandia, situato nella provincia di Sakon Nakhon.